# Oncocnemis ate
Oncocnemis ate là một loài bướm đêm trong họ Noctuidae.